# Heinrich Barkhausen
Heinrich Georg Barkhausen, né le 2 décembre 1881 à Brême et mort le 20 février 1956 à Dresde, est un physicien, électrotechnicien, et psycho-acousticien allemand.

## Biographie
Heinrich Barkhausen est issu d'une famille patricienne de Brême. Dès son plus jeune âge, il montre un intérêt pour les sciences physiques et naturelles. Il étudie successivement à l'université technique de Munich en 1901, à l'université technique de Berlin en 1902, à l'université de Munich en 1903 et à l'université Humboldt de Berlin avant d'obtenir un doctorat de l'université de Göttingen en 1907.
Il devient professeur de génie électrique spécialisé en télécommunications (nouvelle discipline et branche de l'électrotechnique) à l'université technique de Dresde en 1911 à l'âge de 29 ans, en obtenant la première chaire au monde dans cette discipline.
Il découvre en 1919 un effet qui porte son nom, l'effet Barkhausen. Il montre que la magnétisation résulte plus d’une organisation magnétique de la matière, que d’une action des seuls atomes. Il met en évidence l'existence des domaines ferromagnétiques, qui avaient été déjà été envisagés par la théorie. Barkhausen découvre qu'une augmentation lente et progressive d'un champ magnétique appliqué à un matériau ferromagnétique provoque une magnétisation non pas continue mais par sauts qui peut être détectée par un enroulement de fil bobiné sur le matériel ferromagnétique. Ces sauts sont interprétés comme des changements discrets de la taille ou de la rotation des zones de Weiss.
En 1920, il développe avec Karl Kurz un oscillateur UHF, le tube de Barkhausen-Kurz ou tube B-K, qui est considéré comme un précurseur du circuit à micro-ondes. À cette occasion, il énumère les conditions de stabilité pour ce type de composant, le critère de stabilité de Barkhausen, qui établit qu'un oscillateur oscille si le déphasage total entre l'entrée du composant et la sortie, et le retour vers l'entrée du composant est un nombre entier multiple de 360 degrés et si le gain du composant est égal à 1.
En 1933, il reçoit le prix Morris N. Liebmann pour ses travaux sur les oscillateurs, les tubes à vide, et l'invention du MTL (Merged Transistor Logic).
Il décède le 20 février 1956 à Dresde.

## Œuvres
- Lehrbuch der Elektronenröhren, Elektronenröhren und ihre technischen Anwendungen, Heinrich Georg Barkhausen
- Die kürzesten, mit Vakuumröhren herstellbaren Wellen, Heinrich Barkhausen und Karl Kurz, Physikal. Zeitschrift. 21, Nr. 1, Leipzig 1920, S. 1-6